# Liste der Monuments historiques in Saint-Juvin
Die Liste der Monuments historiques in Saint-Juvin führt die Monuments historiques in der französischen Gemeinde Saint-Juvin auf.

## Liste der Immobilien
| Bezeichnung     | Beschreibung                         | Standort                   | Kennzeichnung | Schutzstatus | Datum | Bild           |
| --------------- | ------------------------------------ | -------------------------- | ------------- | ------------ | ----- | -------------- |
| Kirche St-Juvin | Wehrkirche, von 1614 bis 1624 erbaut | Impasse de l’Église (Lage) | PA00078500    | Classé       | 1920  | weitere Bilder |

## Liste der Objekte
| Bezeichnung                       | Beschreibung                                                                                 | Standort                      | Kennzeichnung | Schutzstatus | Datum | Bild |
| --------------------------------- | -------------------------------------------------------------------------------------------- | ----------------------------- | ------------- | ------------ | ----- | ---- |
| Hauptaltar                        | Altartisch, Tabernakel und Altarleuchter; Marmor, Bronze, vergoldet, 18. und 20. Jahrhundert | in der Kirche St-Juvin (Lage) | PM08001055    | Inscrit      | 1977  |      |
| Skulptur Heiliger Rochus          | Holz, 18. Jahrhundert                                                                        | in der Kirche St-Juvin (Lage) | PM08000460    | Classé       | 1977  |      |
| Monstranz                         | Silber, Metall, vergoldet, 20. Jahrhundert                                                   | in der Kirche St-Juvin (Lage) | PM08001062    | Inscrit      | 1977  |      |
| Skulptur Madonna mit Kind         | Kalkstein, geweißt, 18. Jahrhundert                                                          | in der Kirche St-Juvin (Lage) | PM08001060    | Inscrit      | 1977  |      |
| Kelch und Patene                  | Silber, vergoldet, zwischen 1831 und 1838, von Alexis Renaud; der Kelch 2000 gestohlen       | in der Kirche St-Juvin (Lage) | PM08001061    | Inscrit      | 1977  |      |
| Skulptur Heiliger Jovinus (1)     | Holz, farbig gefasst, 18. Jahrhundert                                                        | in der Kirche St-Juvin (Lage) | PM08001059    | Inscrit      | 1977  |      |
| Kirchengestühl                    | zwei Bänke zu zwei Plätzen; Holz, 18. Jahrhundert                                            | in der Kirche St-Juvin (Lage) | PM08001056    | Inscrit      | 1977  |      |
| Weihwasserbecken                  | Gusseisen, 15. Jahrhundert                                                                   | in der Kirche St-Juvin (Lage) | PM08000458    | Classé       | 1911  |      |
| Skulptur Heiliger Jovinus (2)     | Stein, farbig gefasst, 16. Jahrhundert                                                       | in der Kirche St-Juvin (Lage) | PM08000459    | Classé       | 1939  |      |
| Skulptur Notre-Dame des Victoires | Holz, farbig gefasst, zweite Hälfte des 19. Jahrhunderts                                     | in der Kirche St-Juvin (Lage) | PM08001058    | Inscrit      | 1977  |      |
| Kruzifix                          | Holz, farbig gefasst, 18. Jahrhundert                                                        | in der Kirche St-Juvin (Lage) | PM08001057    | Inscrit      | 1977  |      |